# Mabouo (Cameroun)
Mabouo (ou Mabouat) est un village du Cameroun situé dans le département du Noun et la Région de l'Ouest. Il fait partie de l'arrondissement de Njimom.

## Population
En 1966-1967, la localité comptait 194 habitants, principalement Bamoun. Lors du recensement de 2005, on y a dénombré 390 personnes.